# Stazione di Montalto di Castro
Stazione di Montalto di Castro vasútállomás Olaszországban, Montalto di Castro településen.

## Vasútvonalak
Az állomást az alábbi vasútvonalak érintik:
- Pisa–Róma-vasútvonal

## Kapcsolódó állomások
A vasútállomáshoz az alábbi állomások vannak a legközelebb:
- Stazione di Tarquinia
- Stazione di Capalbio
- Stazione di Chiarone